# Mikołaj Kiedacz
Mikołaj Kiedacz (ur. 9 września 1879 w Drohobyczu, zm. 25 października 1939 w Poznaniu) – polski prawnik, działacz społeczny, polityk narodowo-demokratyczny, prezydent Poznania (1921-1922, 1924-1925), wiceprezydent Poznania, prezes Związku Filistrów Helonii.

## Życiorys
W 1898 ukończył gimnazjum w Drohobyczu. Ukończył także studia na Uniwersytecie Jagiellońskim. W 1912 uzyskał stopień naukowy doktora prawa.
W latach 1895-1904 był sekretarzem i naczelnikiem Organizacji Narodowej Młodzieży Polskiej. W latach 1902-1905 był aplikantem adwokackim. Sekretarz Rady Miejskiej w Drohobyczu. Należał do Polskiego Towarzystwa Gimnastycznego „Sokół” i Towarzystwa Szkoły Ludowej. Działał w Stronnictwie Demokratyczno-Narodowym.
W czasie I wojny światowej przystąpił do Legionu Wschodniego. Za odmowę złożenia przysięgi i służby w armii austriackiej został internowany w Thalerhofie w Styrii.
Od 7 maja 1919 był członkiem Wydziału Stronnictwa Demokratyczno-Narodowego w Krakowie. Urząd prezydenta Poznania objął jako dotychczasowy wiceprezydent 14 września 1921 po śmierci Jarogniewa Drwęskiego i pełnił do czasu wyboru nowego prezydenta, Cyryla Ratajskiego, 26 kwietnia 1922. Drugi raz urząd prezydenta Poznania pełnił w okresie 17 listopada 1924 – 14 czerwca 1925 zastępując Cyryla Ratajskiego (w tym czasie Ratajski był Ministrem Spraw Wewnętrznych). Był członkiem Towarzystwa Miłośników Miasta Poznania. Od 1935 do wybuchu wojny był członkiem zarządu wojewódzkiego Stronnictwa Narodowego.
Został rozstrzelany w Forcie VII 25 października 1939.

## Rodzina
Z małżeństwa z Zofią z d. Strzetelską (1890-1955) miał syna Zbigniewa Kiedacza.